# Ершовка (Иркутская область)
Ершо́вка — посёлок в Усольском районе Иркутской области России. Входит в состав Тельминского муниципального образования.

## География
Посёлок находится на расстоянии примерно 15 км к западу от рабочего посёлка Белореченский, административного центра района.

## Население
| 2002 | 2010 | 2011 | 2012 |
| ---- | ---- | ---- | ---- |
| 19   | ↗49  | →49  | ↗59  |

### Половой состав
По данным Всероссийской переписи, в 2010 году в посёлке проживало 49 человек (21 мужчина и 28 женщин).